# El Jau
Pour les articles homonymes, voir Jau.
El Jau est une localité qui se trouve dans la municipalité de Santa Fe, située dans la partie centre-ouest de la comarque Vega de Granada (province de Grenade), au sud-est de l’Espagne.

## Histoire
La ville de El Jau, anciennement appelée Al Xaus, existait bien avant celle de Santa Fe (Grenade), et comme son nom l’indique, signifiait (deux versions possibles) soit "La colline fermée" soit "L'hôpital de camp".
Dans la région, plus au sud de El Jau, il y eut une colonie romaine, qui interdisait aux populations autochtones de s’en approcher et ainsi ces domaines devenaient terre fermées, où l’on trouve actuellement des morceaux de céramiques, des briques, des tuiles ainsi que divers ustensiles de la vie quotidienne de cette époque.
Il existait dans Al Xaus un chemin appelé "Chemin des cuves", car par ce chemin, on acheminait des jarres d’eau, liquide très précieux à l’époque, de la zone marécageuse jusqu’au camp romain. Cette zone marécageuse fut canalisée au XIIIe siècle pour l’irrigation des plantations.
De nos jours El Jau est un joli petit village, tout de blanc vêtu, en plein développement, tant par sa croissance économique que par l’essor de sa population.

## Culture
- La fête populaire du village se célèbre tous les ans pendant la seconde semaine du mois d'août.